# Eike W. Schamp
Eike W. Schamp (* 14. Januar 1941 in Frankfurt am Main; † 8. Februar 2019) war ein deutscher Geograph und emeritierter Professor an der Johann Wolfgang Goethe-Universität Frankfurt am Main.

## Leben
Eike W. Schamp schloss sein Studium der Volkswirtschaft, der Geographie, Klimatologie und Bodenkunde an der Universität zu Köln 1967 als Diplom-Volkswirt ab.
Nach einem mehrmonatigen Afrika-Aufenthalt folgte die Promotion, die er 1971 zu einem methodischen Thema abschloss. Die Habilitation bei Erich Otremba erfolgte dann 1977 mit einem Thema zur frühen Entwicklung der Industrie im frankophonen Zentralafrika, ebenfalls in Köln.
Schamp wurde 1978 an die Ludwig-Maximilians-Universität München auf eine Professur für Wirtschaftsgeographie berufen, ehe er 1979 einem Ruf an die Universität Göttingen folgte.
Von 1989 bis 2006 hatte Eike W. Schamp den Lehrstuhl für Allgemeine Wirtschaftsgeographie an der Johann Wolfgang Goethe-Universität in Frankfurt am Main inne. Seit März 2006 war er als Professor für Wirtschaftsgeographie pensioniert und nur mehr Leiter von Forschungsprojekten an der Universität Frankfurt am Main.
Schamp starb 2019 im Alter von 78 Jahren und wurde auf dem Kölner Melaten-Friedhof beigesetzt.

## Werk
Schamps Forschungen behandelten zentrale Aspekte der aktuellen wirtschaftsgeographischen Globalisierungsforschung. Dazu gehörten die industrielle und kleingewerbliche regionale Entwicklung sowie die Reorganisation industrieller Produktionsstrukturen (in Afrika und Europa), die Erforschung globaler Wertketten, die Rolle des Finanzsektors und schließlich die Bedeutung von Wissen für regionale Entwicklung.

## Veröffentlichungen
- Das Instrumentarium zur Beobachtung von wirtschaftlichen Funktionalräumen. Wiesbaden 1972 (Kölner Forschungen zur Wirtschafts- und Sozialgeographie; 16).
- Industrialisierung in Zentralafrika. München: Weltforum Verlag  1978 (Afrika Studien; 100).
- Vernetzte Produktion. Industriegeographie aus institutioneller Perspektive. Darmstadt: Wissenschaftliche Buchgesellschaft 2000 ISBN 3-534-11157-5.
- Hg. zusammen mit A. Thierstein u. a.: Innovation, Finance and Space. Frankfurt/M. 2003 (Frankfurter Wirtschafts- und Sozialgeographische Schriften; 72).
- Hg. zusammen mit Vivien Lo: Knowledge, Learning, and Regional Development. Münster: Lit 2003 (Wirtschaftsgeographie; 24).
- Hg. zusammen mit C. G. Alvstam: Linking Industries Across the World. Processes of Global Networking. Aldershot: Ashgate 2005.
- zusammen mit W. König u. a.: Finanzcluster Frankfurt. Eine Clusteranalyse am Finanzzentrum Frankfurt/Rhein-Main. Im Auftrag der Frankfurt Business-Net. Norderstedt: Book on Demand 2007.